# Nikolay Vasilyevich Ogarkov

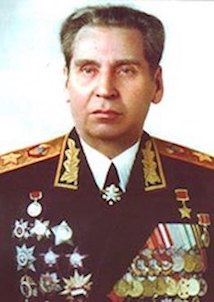

Nikolai Vasilyevich Ogarkov (tiếng Nga: Васильевич Огарков) (30/10/1917-23/1/1994) là một nguyên soái Liên Xô.
Ông là anh hùng Liên Xô. Ông là tổng tham mưu trưởng quân đội Liên Xô giai đoạn năm 1977-1984.
Nikolai Vasilyevich Ogarkov sinh ngày 30/10/1917 ở làng Molokovo, Tver Governorate, được phong nguyên soái Liên Xô vào năm 1977. Ông bắt đầu được nhiều người ở phương Tây biết đến khi ông là phát ngôn viên quân đội Liên Xô sau vụ bắn rơi chuyến bay 007 của Korean Air Lines gần đảo Moneron vào tháng 9 năm 1983. Ông bị tổng bí thư Konstantin Chernenko cách chức năm 1984 vì đã liên đới với Grigory Romanov.